# R4 (Slowakije)
De R4 is een expresweg in Slowakije. De R4 is een noord-zuidverbinding in het oosten van Slowakije. De R4 loopt van de grens met Polen tot de grens met Hongarije (M30) via Svidník, Prešov en Košice. Het stuk tussen Prešov en Košické Oľšany loopt samen met D1 en het stuk tussen Košické Oľšany en Haniska met de R2. De R4 is nog in aanbouw; de totale geplande lengte is 73,9 kilometer.
D1 · D2 · D3 · D4   ·  
R1 · R2 · R3 · R4 · R5 · R6 · R7 · R8